# والسنبورگ (کلرادو)
والسنبورگ (به انگلیسی: Walsenburg) شهری در ایالت کلرادو کشور ایالات متحده آمریکا است که جمعیت آن در سرشماری سال ۲۰۱۰ میلادی، ۳٬۰۶۸ نفر بوده‌است.